# Крестениця
Крестениця (словен. Krestenica) — мале поселення на правому березі річки Соча в общині Канал, Регіон Горишка, Словенія. Висота над рівнем моря: 152,4 м.